# Hendrik Scherpenhuyzen
Hendrik Scherpenhuyzen   (Rotterdam, 3 d'abril de 1882 - Amersfoort, 28 de juny de 1971) va ser un tirador d'esgrima neerlandès, especialista en sabre, que va competir durant la dècada de 1920.
El 1924 va prendre part en els Jocs Olímpics de París, on guanyà la medalla de bronze en la competició de sabre per equips del programa de esgrima.